# ال. اس. لوری
ال. اس. لوری یا لارنس استیون لوری (Laurence Stephen Lowry ‎/ˈlaʊri/‎ LAO-ree؛ ۱ نوامبر ۱۸۸۷ – ۲۳ فوریه ۱۹۷۶) یک هنرمند نقاش، و گرافیست اهل بریتانیا بود. طراحی‌ها و نقاشی‌های او عمدتاً مناطق پندلبری، لانکاشر (جایی که بیش از ۴۰ سال در آن زندگی و کار می‌کرد) و همچنین سالفورد و اطراف آن را به تصویر می‌کشند.
لوری به خاطر نقاشی صحنه‌های زندگی در نواحی صنعتی شمال غربی انگلستان در اواسط قرن بیستم مشهور است. او سبکی متمایز در نقاشی را توسعه داد و بیشتر به خاطر مناظر شهری که دارای پیکره‌های انسانی هستند که اغلب به عنوان مردان چوب کبریتی شناخته می‌شود، شهرت دارد. او مناظر خالی از سکنهٔ اسرارآمیز، پرتره‌های غم‌انگیز و آثار منتشرنشده «ماریونت» را نقاشی کرد که تنها پس از مرگش یافت شدند. او مجذوب دریا بود و از اوایل دهه ۱۹۴۰ مناظر دریایی خالص را نقاشی کرد که فقط دریا و آسمان را به تصویر می‌کشید.
استفاده او از چهره‌های لطیف بدون سایه، و عدم جلوه‌های آب و هوایی در بسیاری از مناظری که کشیده‌است، باعث شد منتقدان او را یک «نقاش یکشنبه» ساده لوح بدانند.
لوری رکورد رد کردن افتخارات بریتانیا را دارد - پنج مورد، از جمله یک شوالیه (۱۹۶۸). مجموعه ای از آثار او درمجموعه تئاتر و گالری لوری (The Lowry) در سالفورد، انگلستان به نمایش گذاشته شده‌است. در ۲۶ ژوئن ۲۰۱۳، یک نمایش گذشته نگر بزرگ در تیت بریتانیا در لندن افتتاح شد که او اولین نفر در گالری بود. در سال ۲۰۱۴ اولین نمایشگاه انفرادی او در خارج از بریتانیا در نانجینگ چین برگزار شد.

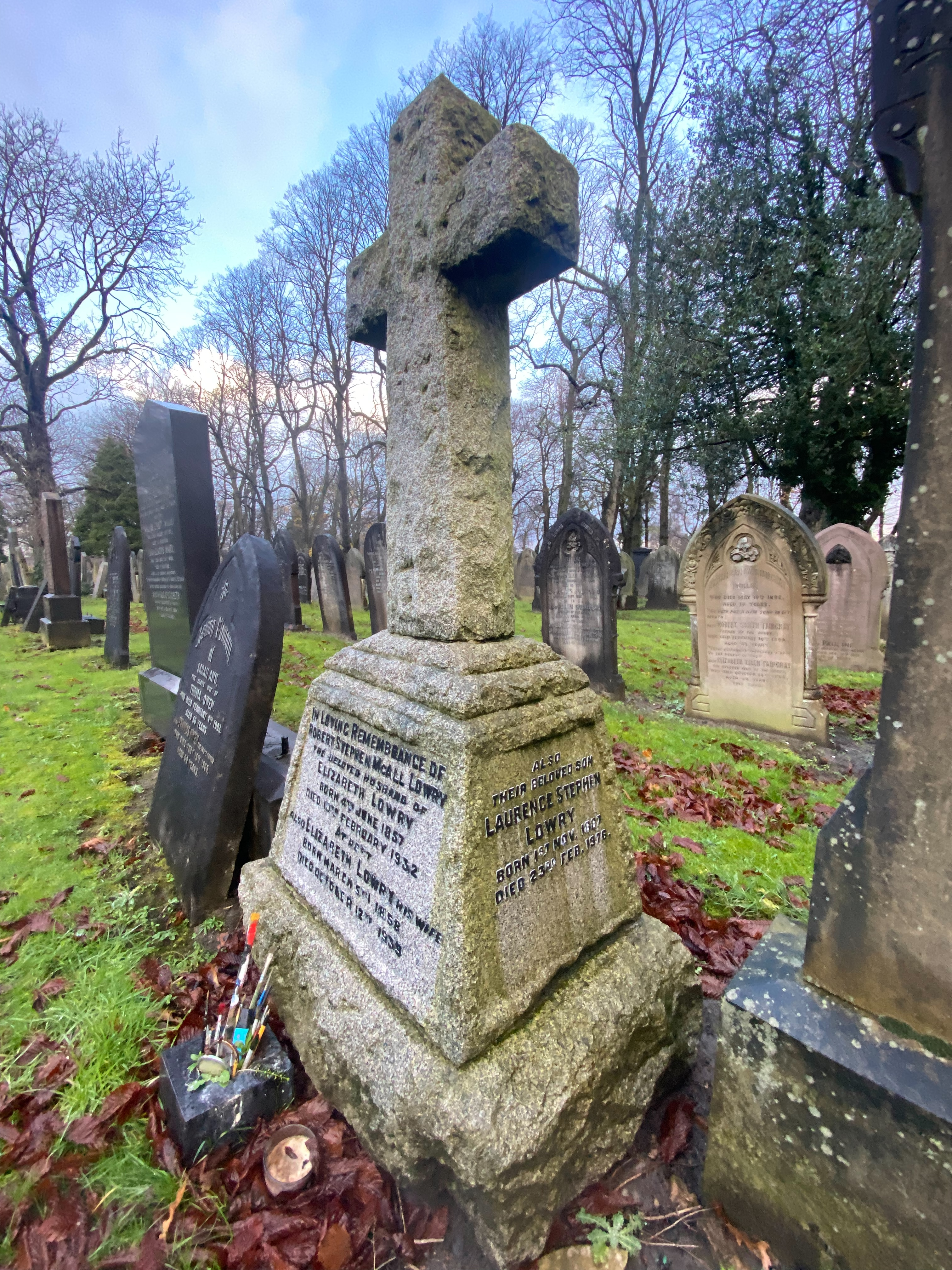
قبر ال اس لوری و والدینش در گورستان جنوبی، منچستر

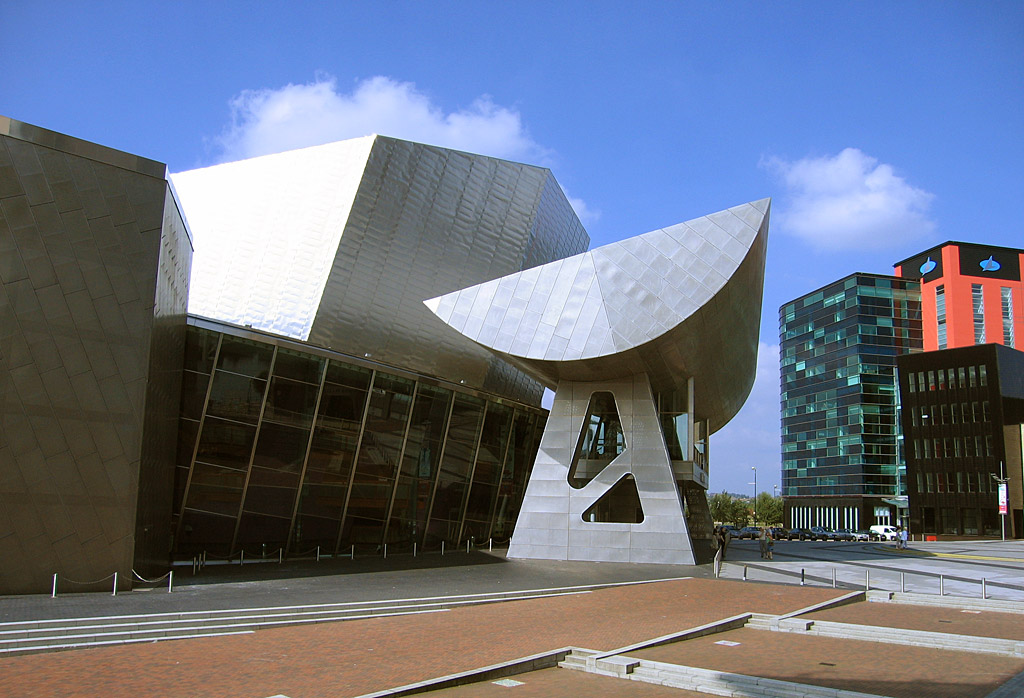
ورودی مرکز لوری در اسکله سالفورد